# 亞洲國際美展
亞洲國際美展，全名為亞洲國際美術展覽會（Asian International Art Exhibition），係1985年由中華民國、日本、韓國發起創立，迄今已經辦過27屆的亞洲國際美展。其主旨在於增進區域文化傳統獨特性的理解與互相尊重，並發揚各國現代美術的地位。

## 历次展览
| 屆次       | 年份   | 地點                                                                   |
| ---------- | ------ | ---------------------------------------------------------------------- |
| 第一屆     | 1985年 | 韓國國立現代美術館                                                     |
| 第二屆     | 1987年 | 中華民國,台灣,台北,國立歷史博物館                                      |
| 第三屆     | 1988年 | 日本,福岡市,國立美術館                                                 |
| 第四屆     | 1989年 | 韓國,漢城,市立美術館                                                   |
| 第五屆     | 1990年 | 馬來西亞,吉隆坡,國立美術館                                             |
| 第六屆     | 1991年 | 日本,福岡及田川,市立美術館                                             |
| 第七屆     | 1992年 | 印尼,萬隆亞菲,默笛卡大廈                                               |
| 第八屆     | 1993年 | 日本,福岡,美術館                                                       |
| 第九屆     | 1994年 | 中華民國,台灣,台北市,國立歷史博物館                                    |
| 第十屆     | 1995年 | 新加坡                                                                 |
| 第十一屆   | 1996年 | 馬尼拉，菲律賓                                                         |
| 第十二屆   | 1997年 | 澳門觀光展覽中心                                                       |
| 第十三屆   | 1998年 | 馬來西亞                                                               |
| 第十四屆   | 1999年 | 日本,福岡,亞細亞美術館                                                 |
| 第十五屆   | 2000年 | 中華民國,台灣,台南,縣立文化中心                                        |
| 第十六屆   | 2001年 | 大陸,廣洲                                                              |
| 第十七屆   | 2002年 | 韓國,大田,市立美術館                                                   |
| 第十八屆   | 2003年 | 香港,文化博物館                                                        |
| 第十九屆   | 2004年 | 日本,福岡,亞細亞美術館、福岡市阿克羅斯福岡交流畫廊、九州產業大學美術館 |
| 第二十屆   | 2005年 | 菲律賓,馬尼拉,市美術館                                                 |
| 第二十一屆 | 2006年 | 新加坡,美術館                                                          |
| 第二十二屆 | 2007年 | 印尼,萬隆                                                              |
| 第二十三屆 | 2008年 | 中國,澳門,廣州                                                         |
| 第二十四屆 | 2009年 | 馬來西亞                                                               |
| 第二十五屆 | 2010年 | 蒙古共和國                                                             |
| 第二十六屆 | 2011年 | 韓國,首爾市,首爾藝術中心                                               |
| 第二十七屆 | 2013年 | 泰國,曼谷                                                              |
| 第二十八屆 | 2014年 | 中華民國,台灣,金門                                                     |
| 第二十九屆 | 2021年 | 日本,福崗,九州藝文館                                                   |